# Uspořádání motoru

Animace práce motoru Napier Deltic

Uspořádání motoru je strojírenský termín pro uspořádání hlavních částí pístového spalovacího motoru. Těmito částmi jsou válce, písty, ojnice a klikové hřídele, ale také někdy i vačkové hřídele.

## Rozdělení podle polohy válců
- Jednoválcový motor
- Víceválcový motor může být uspořádán jako :
  - Řadový motor – se všemi válci v jedné řadě.
    - „U“ motor – je tvořen dvěma samostatnými řadovými motory s klikovými hřídelemi spojenými centrální převodovkou.

  - Vidlicový motor – má dvě řady válců, které spolu svírají nejčastěji 60 nebo 90 stupňů.
  - Boxer – má dvě řady válců přímo naproti sobě na obou stranách klikového hřídele
    - „H“ motor – dva klikové hřídele.

  - „W“ motor – kombinace vidlicového a řadového motoru dává 3 řady nebo 2 propojené vidlicové dávají 4 řady
  - Motor s protilehlými válci
    - Delta motor – se třemi řadami válců a třemi klikovými hřídelemi

  - „X“ motor
- Designy hvězdicového motoru obsahují:
  - Designy rotačních motorů. Většinou k vidění v letadlech první světové války.
    - Wankelův motor.